# Partecipanti al Giro d'Italia 2022
Elenco dei partecipanti al Giro d'Italia 2022.
Il Giro d'Italia 2022 è stato la centocinquesima edizione della corsa. Alla competizione hanno preso parte 22 squadre: le diciotto iscritte all'UCI World Tour 2022, la Alpecin-Fenix avente diritto in quanto migliore squadra UCI ProTeam 2021, e le tre squadre invitate, ovverosia la Bardiani-CSF-Faizanè, la Eolo-Kometa Cycling Team e la Drone Hopper-Androni Giocattoli, tutte di categoria UCI ProTeam, ciascuna delle quali composta da otto corridori, per un totale di 176 ciclisti. Il Team Arkéa-Samsic, l'altra avente diritto in quanto seconda migliore squadra UCI ProTeam 2021, ha rinunciato alla partecipazione.

## Corridori per squadra[3]
Nota: R ritirato, NP non partito, FTM fuori tempo massimo, SQ squalificato
| Ineos Grenadiers          | Ineos Grenadiers          | Ineos Grenadiers          | Drone Hopper-Androni Giocattoli    | Drone Hopper-Androni Giocattoli    | Drone Hopper-Androni Giocattoli    | Movistar Team               | Movistar Team               | Movistar Team               |
| ------------------------- | ------------------------- | ------------------------- | ---------------------------------- | ---------------------------------- | ---------------------------------- | --------------------------- | --------------------------- | --------------------------- |
| 1                         | Richard Carapaz (Cr.)     | 2°                        | 81                                 | Natnael Tesfatsion                 | R 16ª                              | 161                         | Alejandro Valverde          | 11°                         |
| 2                         | Jonathan Castroviejo      | 64°                       | 82                                 | Mattia Bais                        | 82°                                | 162                         | Jorge Arcas                 | 60°                         |
| 3                         | Jhonatan Narváez          | 42°                       | 83                                 | Jefferson Alexander Cepeda         | NP 19ª                             | 163                         | William Barta               | 59°                         |
| 4                         | Richie Porte              | R 19ª                     | 84                                 | Andrij Ponomar (Lin.)              | 117°                               | 164                         | Oier Lazkano                | 98°                         |
| 5                         | Salvatore Puccio          | 85°                       | 85                                 | Simone Ravanelli                   | 91°                                | 165                         | Antonio Pedrero             | 27°                         |
| 6                         | Pavel Sivakov             | 16°                       | 86                                 | Eduardo Sepúlveda                  | 76°                                | 166                         | José Joaquín Rojas          | 69°                         |
| 7                         | Ben Swift (Lin.)          | 66°                       | 87                                 | Filippo Tagliani                   | 143°                               | 167                         | Sergio Samitier             | R 7ª                        |
| 8                         | Ben Tulett                | 38°                       | 88                                 | Edoardo Zardini                    | 78°                                | 168                         | Iván Sosa                   | 49°                         |
| D.S.: Matteo Tosatto      | D.S.: Matteo Tosatto      | D.S.: Matteo Tosatto      | D.S.: Giovanni Ellena              | D.S.: Giovanni Ellena              | D.S.: Giovanni Ellena              | D.S.: Maximilian Sciandri   | D.S.: Maximilian Sciandri   | D.S.: Maximilian Sciandri   |
| AG2R Citroën Team         | AG2R Citroën Team         | AG2R Citroën Team         | EF Education-EasyPost              | EF Education-EasyPost              | EF Education-EasyPost              | Quick-Step Alpha Vinyl Team | Quick-Step Alpha Vinyl Team | Quick-Step Alpha Vinyl Team |
| 11                        | Andrea Vendrame           | 55°                       | 91                                 | Hugh Carthy                        | 9°                                 | 171                         | Mark Cavendish              | 145°                        |
| 12                        | Lilian Calmejane          | 86°                       | 92                                 | Jonathan Caicedo                   | NP 16ª                             | 172                         | Davide Ballerini            | 99°                         |
| 13                        | Mikaël Cherel             | 23°                       | 93                                 | Diego Camargo                      | 79°                                | 173                         | James Knox                  | 81°                         |
| 14                        | Felix Gall                | 50°                       | 94                                 | Simon Carr                         | NP 8ª                              | 174                         | Michael Mørkøv              | NP 7ª                       |
| 15                        | Jaakko Hänninen           | 90°                       | 95                                 | Magnus Cort Nielsen                | 95°                                | 175                         | Mauro Schmid                | 75°                         |
| 16                        | Lawrence Naesen           | 124°                      | 96                                 | Owain Doull                        | R 7ª                               | 176                         | Pieter Serry                | 148°                        |
| 17                        | Nans Peters               | 58°                       | 97                                 | Merhawi Kudus (Cr.)                | 61°                                | 177                         | Bert Van Lerberghe          | 146°                        |
| 18                        | Nicolas Prodhomme         | 65°                       | 98                                 | Julius van den Berg                | 140°                               | 178                         | Mauri Vansevenant           | 30°                         |
| D.S.: Didier Jannel       | D.S.: Didier Jannel       | D.S.: Didier Jannel       | D.S.: Juan Manuel Gárate           | D.S.: Juan Manuel Gárate           | D.S.: Juan Manuel Gárate           | D.S.: Davide Bramati        | D.S.: Davide Bramati        | D.S.: Davide Bramati        |
| Alpecin-Fenix             | Alpecin-Fenix             | Alpecin-Fenix             | Eolo-Kometa Cycling Team           | Eolo-Kometa Cycling Team           | Eolo-Kometa Cycling Team           | Team BikeExchange-Jayco     | Team BikeExchange-Jayco     | Team BikeExchange-Jayco     |
| 21                        | Mathieu van der Poel      | 57°                       | 101                                | Lorenzo Fortunato                  | 15°                                | 181                         | Simon Yates                 | R 17ª                       |
| 22                        | Tobias Bayer              | 100°                      | 102                                | Vincenzo Albanese                  | 68°                                | 182                         | Lawson Craddock             | 107°                        |
| 23                        | Dries De Bondt            | 109°                      | 103                                | Davide Bais                        | 125°                               | 183                         | Lucas Hamilton              | 13°                         |
| 24                        | Alexander Krieger         | NP 14ª                    | 104                                | Erik Fetter (Cr.)                  | 83°                                | 184                         | Michael Hepburn             | 112°                        |
| 25                        | Senne Leysen              | 118°                      | 105                                | Francesco Gavazzi                  | 67°                                | 185                         | Damien Howson               | 33°                         |
| 26                        | Jakub Mareczko            | R 4ª                      | 106                                | Mirco Maestri                      | 96°                                | 186                         | Christopher Juul Jensen     | 93°                         |
| 27                        | Stefano Oldani            | 84°                       | 107                                | Samuele Rivi                       | 126°                               | 187                         | Callum Scotson              | 80°                         |
| 28                        | Oscar Riesebeek           | 113°                      | 109                                | Diego Rosa                         | 77°                                | 188                         | Matteo Sobrero (Cr.)        | 70°                         |
| D.S.: Christoph Roodhooft | D.S.: Christoph Roodhooft | D.S.: Christoph Roodhooft | D.S.: Stefano Zanatta              | D.S.: Stefano Zanatta              | D.S.: Stefano Zanatta              | D.S.: Matthew White         | D.S.: Matthew White         | D.S.: Matthew White         |
| Astana Qazaqstan Team     | Astana Qazaqstan Team     | Astana Qazaqstan Team     | Groupama-FDJ                       | Groupama-FDJ                       | Groupama-FDJ                       | Team DSM                    | Team DSM                    | Team DSM                    |
| 31                        | Vincenzo Nibali           | 4°                        | 111                                | Arnaud Démare                      | 130°                               | 191                         | Romain Bardet               | R 13ª                       |
| 32                        | Valerio Conti             | R 15ª                     | 112                                | Clément Davy                       | 144°                               | 192                         | Thymen Arensman             | 18°                         |
| 33                        | David de la Cruz          | R 20ª                     | 113                                | Jacopo Guarnieri                   | 136°                               | 193                         | Cees Bol                    | NP 14ª                      |
| 34                        | Joseph Dombrowski         | 22°                       | 114                                | Ignatas Konovalovas (Lin.)         | 115°                               | 194                         | Romain Combaud              | 104°                        |
| 35                        | Fabio Felline             | 41°                       | 115                                | Tobias Ludvigsson                  | 102°                               | 195                         | Alberto Dainese             | 122°                        |
| 36                        | Miguel Ángel López        | R 4ª                      | 116                                | Miles Scotson                      | 127°                               | 196                         | Nico Denz                   | 111°                        |
| 37                        | Vadim Pronskij            | 29°                       | 117                                | Ramon Sinkeldam                    | 132°                               | 197                         | Chris Hamilton              | 39°                         |
| 38                        | Harold Tejada             | 56°                       | 118                                | Attila Valter                      | 35°                                | 198                         | Martijn Tusveld             | 43°                         |
| D.S.: Aleksandr Šefer     | D.S.: Aleksandr Šefer     | D.S.: Aleksandr Šefer     | D.S.: Sébastien Joly               | D.S.: Sébastien Joly               | D.S.: Sébastien Joly               | D.S.: Matthew Winston       | D.S.: Matthew Winston       | D.S.: Matthew Winston       |
| Bahrain Victorious        | Bahrain Victorious        | Bahrain Victorious        | Intermarché-Wanty-Gobert Matériaux | Intermarché-Wanty-Gobert Matériaux | Intermarché-Wanty-Gobert Matériaux | Trek-Segafredo              | Trek-Segafredo              | Trek-Segafredo              |
| 41                        | Mikel Landa               | 3°                        | 121                                | Biniam Girmay                      | NP 11ª                             | 201                         | Giulio Ciccone              | 25°                         |
| 42                        | Phil Bauhaus              | 138°                      | 122                                | Aimé De Gendt                      | 105°                               | 202                         | Dario Cataldo               | 73°                         |
| 43                        | Pello Bilbao              | 5°                        | 123                                | Jan Hirt                           | 6°                                 | 203                         | Mattias Skjelmose           | 40°                         |
| 44                        | Santiago Buitrago         | 12°                       | 124                                | Barnabás Peák                      | 110°                               | 204                         | Juan Pedro López            | 10°                         |
| 45                        | Domen Novak               | 31°                       | 125                                | Domenico Pozzovivo                 | 8°                                 | 205                         | Bauke Mollema               | 26°                         |
| 46                        | Wout Poels                | 34°                       | 126                                | Lorenzo Rota                       | 32°                                | 206                         | Jacopo Mosca                | 103°                        |
| 47                        | Jasha Sütterlin           | 87°                       | 127                                | Rein Taaramäe (Cr.)                | 46°                                | 207                         | Edward Theuns               | 131°                        |
| 48                        | Jan Tratnik (Cr.)         | R 3ª                      | 128                                | Loïc Vliegen                       | R 16ª                              | 208                         | Otto Vergaerde              | 119°                        |
| D.S.: Gorazd Štangelj     | D.S.: Gorazd Štangelj     | D.S.: Gorazd Štangelj     | D.S.: Valerio Piva                 | D.S.: Valerio Piva                 | D.S.: Valerio Piva                 | D.S.: Grégory Rast          | D.S.: Grégory Rast          | D.S.: Grégory Rast          |
| Bardiani-CSF-Faizanè      | Bardiani-CSF-Faizanè      | Bardiani-CSF-Faizanè      | Israel-Premier Tech                | Israel-Premier Tech                | Israel-Premier Tech                | UAE Team Emirates           | UAE Team Emirates           | UAE Team Emirates           |
| 51                        | Filippo Zana              | 47°                       | 131                                | Giacomo Nizzolo                    | NP 14ª                             | 211                         | João Almeida (Cr.)          | NP 18ª                      |
| 52                        | Luca Covili               | 24°                       | 132                                | Jenthe Biermans                    | 123°                               | 212                         | Rui Oliveira                | 141°                        |
| 53                        | Filippo Fiorelli          | R 5ª                      | 133                                | Matthias Brändle (Cr.)             | 147°                               | 213                         | Rui Costa                   | 44°                         |
| 54                        | Davide Gabburo            | 53°                       | 134                                | Alexander Cataford                 | 101°                               | 214                         | Alessandro Covi             | 45°                         |
| 55                        | Sacha Modolo              | 114°                      | 135                                | Alessandro De Marchi               | 92°                                | 215                         | Davide Formolo              | 36°                         |
| 56                        | Luca Rastelli             | 106°                      | 136                                | Alex Dowsett                       | 134°                               | 216                         | Fernando Gaviria            | 128°                        |
| 57                        | Alessandro Tonelli        | 52°                       | 137                                | Reto Hollenstein                   | 129°                               | 217                         | Maximiliano Richeze         | 142°                        |
| 58                        | Samuele Zoccarato         | R 7ª                      | 138                                | Rick Zabel                         | 137°                               | 218                         | Diego Ulissi                | 37°                         |
| D.S.: Roberto Reverberi   | D.S.: Roberto Reverberi   | D.S.: Roberto Reverberi   | D.S.: Claudio Cozzi                | D.S.: Claudio Cozzi                | D.S.: Claudio Cozzi                | D.S.: Fabio Baldato         | D.S.: Fabio Baldato         | D.S.: Fabio Baldato         |
| Bora-Hansgrohe            | Bora-Hansgrohe            | Bora-Hansgrohe            | Jumbo-Visma                        | Jumbo-Visma                        | Jumbo-Visma                        |                             |                             |                             |
| 61                        | Wilco Kelderman           | 17°                       | 141                                | Tom Dumoulin (Cr.)                 | R 14ª                              |                             |                             |                             |
| 62                        | Giovanni Aleotti          | 72°                       | 142                                | Edoardo Affini                     | 97°                                |                             |                             |                             |
| 63                        | Cesare Benedetti          | 120°                      | 143                                | Koen Bouwman                       | 21°                                |                             |                             |                             |
| 64                        | Emanuel Buchmann          | 7°                        | 144                                | Pascal Eenkhoorn                   | 62°                                |                             |                             |                             |
| 65                        | Patrick Gamper            | 108°                      | 145                                | Tobias Foss (Lin.) e (Cr.)         | 54°                                |                             |                             |                             |
| 66                        | Jai Hindley               | 1°                        | 146                                | Gijs Leemreize                     | 28°                                |                             |                             |                             |
| 67                        | Lennard Kämna             | 19°                       | 147                                | Sam Oomen                          | 20°                                |                             |                             |                             |
| 68                        | Ben Zwiehoff              | 51°                       | 148                                | Jos van Emden                      | 89°                                |                             |                             |                             |
| D.S.: Enrico Gasparotto   | D.S.: Enrico Gasparotto   | D.S.: Enrico Gasparotto   | D.S.: Addy Engels                  | D.S.: Addy Engels                  | D.S.: Addy Engels                  |                             |                             |                             |
| Cofidis                   | Cofidis                   | Cofidis                   | Lotto Soudal                       | Lotto Soudal                       | Lotto Soudal                       |                             |                             |                             |
| 71                        | Guillaume Martin          | 14°                       | 151                                | Caleb Ewan                         | NP 12ª                             |                             |                             |                             |
| 72                        | Davide Cimolai            | 135°                      | 152                                | Thomas De Gendt                    | 74°                                |                             |                             |                             |
| 73                        | Simone Consonni           | 121°                      | 153                                | Matthew Holmes                     | 116°                               |                             |                             |                             |
| 74                        | Wesley Kreder             | 139°                      | 154                                | Roger Kluge                        | 149°                               |                             |                             |                             |
| 75                        | Anthony Perez             | 88°                       | 155                                | Sylvain Moniquet                   | 48°                                |                             |                             |                             |
| 76                        | Pierre-Luc Périchon       | 94°                       | 156                                | Michael Schwarzmann                | 133°                               |                             |                             |                             |
| 77                        | Rémy Rochas               | 71°                       | 157                                | Rüdiger Selig                      | R 9ª                               |                             |                             |                             |
| 78                        | Davide Villella           | 63°                       | 158                                | Harm Vanhoucke                     | R 17ª                              |                             |                             |                             |
| D.S.: Roberto Damiani     | D.S.: Roberto Damiani     | D.S.: Roberto Damiani     | D.S.: Allan Davis                  | D.S.: Allan Davis                  | D.S.: Allan Davis                  |                             |                             |                             |

### Legenda
| Legenda          | Legenda | Legenda        | Legenda                                                  |
| ---------------- | --- | -------------- | -------------------------------------------------------- |
| Dorsale          | Dorsale di partenza del ciclista | Posizione      | Posizione finale nella classifica generale               |
| Maglia rosa      | Indica il vincitore della classifica generale                                                                                        | Maglia azzurra | Indica il vincitore della classifica dei GPM             |
| Maglia ciclamino | Indica il vincitore della classifica a punti                                                                                         | Maglia bianca  | Indica il vincitore della classifica dei giovani         |
| NP               | Indica un ciclista che non è ripartito in una tappa la mattina                                                                       | R              | Indica un ciclista che si è ritirato in una tappa        |
| FTM              | Indica un ciclista che ha concluso una tappa fuori tempo, ossia ha impiegato più tempo rispetto a quanto stabilito dal tempo massimo | EX             | Corridore escluso per non aver rispettato il regolamento |

## Corridori per nazione
Le nazionalità rappresentate nella manifestazione sono 29; in tabella il numero dei ciclisti suddivisi per la propria nazione di appartenenza:
| Numero ciclisti | Nazione                                                                                         |
| --------------- | ----------------------------------------------------------------------------------------------- |
| 45              | Italia                                                                                          |
| 17              | Paesi Bassi                                                                                     |
| 14              | Belgio                                                                                          |
| 13              | Francia                                                                                         |
| 11              | Germania, Spagna                                                                                |
| 10              | Gran Bretagna                                                                                   |
| 9               | Australia                                                                                       |
| 6               | Colombia                                                                                        |
| 4               | Austria, Danimarca, Ecuador                                                                     |
| 3               | Eritrea, Ungheria, Portogallo, Stati Uniti                                                      |
| 2               | Argentina, Slovenia, Svizzera                                                                   |
| 1               | Canada, Rep. Ceca, Estonia, Finlandia, Kazakistan, Lituania, Norvegia, Polonia, Svezia, Ucraina |

### Quadro d'insieme nazionalità e tappe
| Nazione       | Corridori partenti | Corridori arrivati | Tappe vinte                                                                          |
| ------------- | ------------------ | ------------------ | ------------------------------------------------------------------------------------ |
| Argentina     | 2                  | 2                  | -                                                                                    |
| Australia     | 9                  | 7                  | 1 (Jai Hindley)                                                                      |
| Austria       | 4                  | 4                  | -                                                                                    |
| Belgio        | 14                 | 12                 | 2 (Thomas De Gendt, Dries De Bondt)                                                  |
| Canada        | 1                  | 1                  | -                                                                                    |
| Colombia      | 6                  | 5                  | 1 (Santiago Buitrago)                                                                |
| Danimarca     | 4                  | 3                  | -                                                                                    |
| Ecuador       | 4                  | 2                  | -                                                                                    |
| Eritrea       | 3                  | 1                  | 1 (Biniam Girmay)                                                                    |
| Estonia       | 1                  | 1                  | -                                                                                    |
| Finlandia     | 1                  | 1                  | -                                                                                    |
| Francia       | 13                 | 12                 | 3 (3 Arnaud Démare)                                                                  |
| Germania      | 11                 | 9                  | 1 (Lennard Kämna)                                                                    |
| Gran Bretagna | 10                 | 7                  | 3 (2 Simon Yates, Mark Cavendish)                                                    |
| Italia        | 45                 | 40                 | 5 (Alberto Dainese, Stefano Oldani, Giulio Ciccone, Alessandro Covi, Matteo Sobrero) |
| Kazakistan    | 1                  | 1                  | -                                                                                    |
| Lituania      | 1                  | 1                  | -                                                                                    |
| Norvegia      | 1                  | 1                  | -                                                                                    |
| Paesi Bassi   | 17                 | 15                 | 3 (2 Koen Bouwman, Mathieu van der Poel)                                             |
| Polonia       | 3                  | 1                  | -                                                                                    |
| Portogallo    | 3                  | 2                  | -                                                                                    |
| Rep. Ceca     | 1                  | 1                  | 1 (Jan Hirt)                                                                         |
| Slovenia      | 2                  | 1                  | -                                                                                    |
| Spagna        | 11                 | 9                  | -                                                                                    |
| Svezia        | 1                  | 1                  | -                                                                                    |
| Svizzera      | 2                  | 2                  | -                                                                                    |
| Stati Uniti   | 3                  | 3                  | -                                                                                    |
| Ucraina       | 1                  | 1                  | -                                                                                    |
| Ungheria      | 3                  | 3                  | -                                                                                    |
| Totale        | 176                | 149                | 21                                                                                   |